# 분자 모델링 데이터베이스

분자 모델링 데이터베이스(Molecular Modeling Database, MMDB)는 실험적으로 결정된 3차원 생물분자구조의 데이터베이스이다. 미국 국립생물공학정보센터에 의해 호스팅되고 있다.

## 같이 보기
- 단백질의 구조